# 石濱渉
石濱 渉（いしはま わたる、1919年3月31日 - 2005年2月5日）は、日本の工学者。工学博士（東北大学）。専門は鉱山工学・安全工学。東北大学名誉教授。茨城県下妻市出身。恩師は佐山総平。

## 略歴
- 1943年 北海道帝国大学工学部鉱山工学科卒業
- 1945年 同大学院工学研究特別研究生修了後、同工学部講師
- 1946年 東北帝国大学工学部講師
- 1947年 同工学部助教授
- 1949年 室蘭工業大学工学部助教授
- 1956年 通商産業省工学技術院資源技術試験所北海道支所第一課長
- 1965年 東北大学工学部教授
- 1982年 北海道大学停年退官。同名誉教授。埼玉大学工学部教授
- 1990年 埼玉大学退官。埼玉工業大学大学院工学研究科客員教授
- 1999年 埼玉工業大学退職
- 2005年 胸膜炎のため85歳で死去

北海道大学出身でありながら東北大学教員になった数少ない研究者の1人。クラシック音楽、分けてもモーツァルトを好むという。

## 受賞歴
- 北海道炭鉱技術会賞（1961年（昭和36年）、1966年（昭和41年））
- 安全工学協会賞（1977年（昭和52年））
- 勲三等旭日中綬章（1992年（平成4年））

## 主要論文
- 幾世橋広共著『坑道壁面から通気への熱伝達率予測計算式の提案』（日本鉱業会誌 91巻1051号、1975年）
- 榎本兵治共著『炭じん-岩粉混合粉じんの爆発特性に関する研究-1-実験結果』（日本鉱業会誌 96巻1107号、1980年）
- 『「リケン」ガス検定器・使用事始め-精密可燃性ガス検定器導入経緯-(辻二郎博士の手記を中心にして)』（資源・素材 1997年4号、1997年）